# 7738 Heyman
7738 Heyman è un asteroide della fascia principale. Scoperto nel 1981, presenta un'orbita caratterizzata da un semiasse maggiore pari a 2,2501464 UA e da un'eccentricità di 0,1819285, inclinata di 5,95743° rispetto all'eclittica.